# Borda de Cardet
La Borda de Cardet és una borda del terme municipal de Conca de Dalt, dins de l'antic terme d'Hortoneda de la Conca, pertanyent a l'antiga caseria de bordes de Segan, al nord-est del municipi.
És una de les Bordes de Segan, la segona més oriental i enlairada de totes. És al capdamunt de la vall de la llau de Segan, arrecerada al nord per la Serra de la Travessa i al sud pel Serrat de les Boixegueres. A llevant seu hi ha la Borda d'Arrullat, a ponent, la Borda de Guerra, i al nord-oest, la Borda de Jaume de Sana.